# Date conectate

Wikidata în Linked Open Data Cloud. Bazele de date sunt indicate ca cercuri (cu wikidata indicată ca „WD”), iar liniile gri care leagă bazele de date indică o aliniere între datele respective.

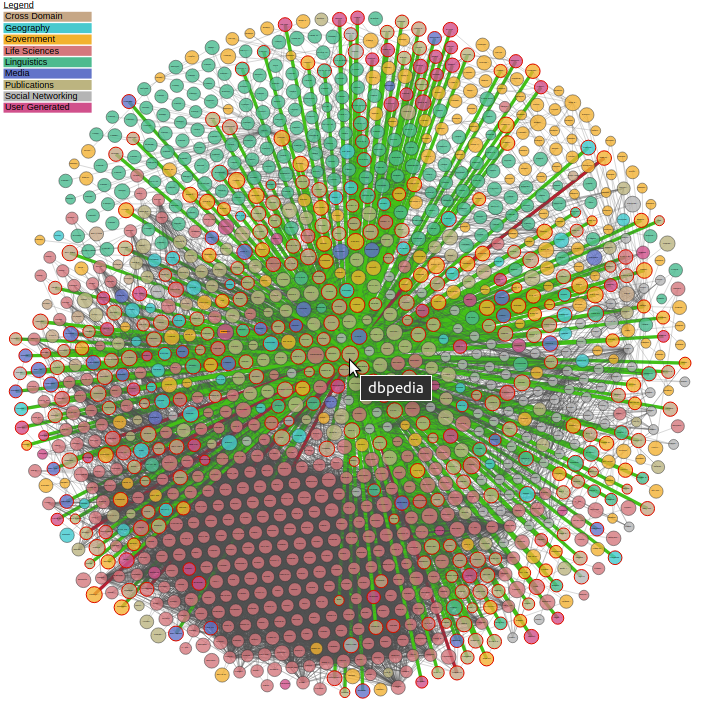
DBpedia ca cel mai interconectat set de date conectate și punct de cristalizare al Linked Open Data Cloud din 2008, generat de la https://lod-cloud.net/

În tehnologia informației, datele conectate sunt date structurate care sunt interconectate cu alte date, astfel încât să poată deveni mai utile prin interogări semantice. Se bazează pe tehnologii web standard, cum ar fi HTTP, RDF și URI, dar în loc să le folosească pentru a servi pagini web doar pentru cititori umanii, extind aceste tehnologii pentru a partaja informații într-un mod care poate fi citit automat de computere. O parte din viziunea datelor conectate este ca Internetul să devină o bază de date globală.
Tim Berners-Lee, directorul World Wide Web Consortium (W3C), a inventat termenul într-o notă de design din 2006 despre Web-ul semantic.
Datele conectate pot fi, de asemenea, date deschise, caz în care sunt de obicei descrise ca date deschise conectate.

## Principii
În nota sa din 2006 „Linked Data”, Tim Berners-Lee a subliniat patru principii ale datelor legate, parafrazate după cum urmează: 
1. Identificatorii uniformi de resurse (URI) ar trebui să fie utilizați pentru a denumi și identifica lucruri individuale.
2. URI-urile HTTP ar trebui folosite pentru a permite ca aceste lucruri să fie căutate, interpretate și ulterior „dereferențiate”.
3. Informații utile despre ceea ce identifică un nume ar trebui furnizate prin standarde deschise precum RDF, SPARQL etc.
4. Când se publică date pe Web, ar trebui să se facă referire la alte lucruri folosind numele lor bazate pe URI HTTP.